# Château ducal de Szczecin

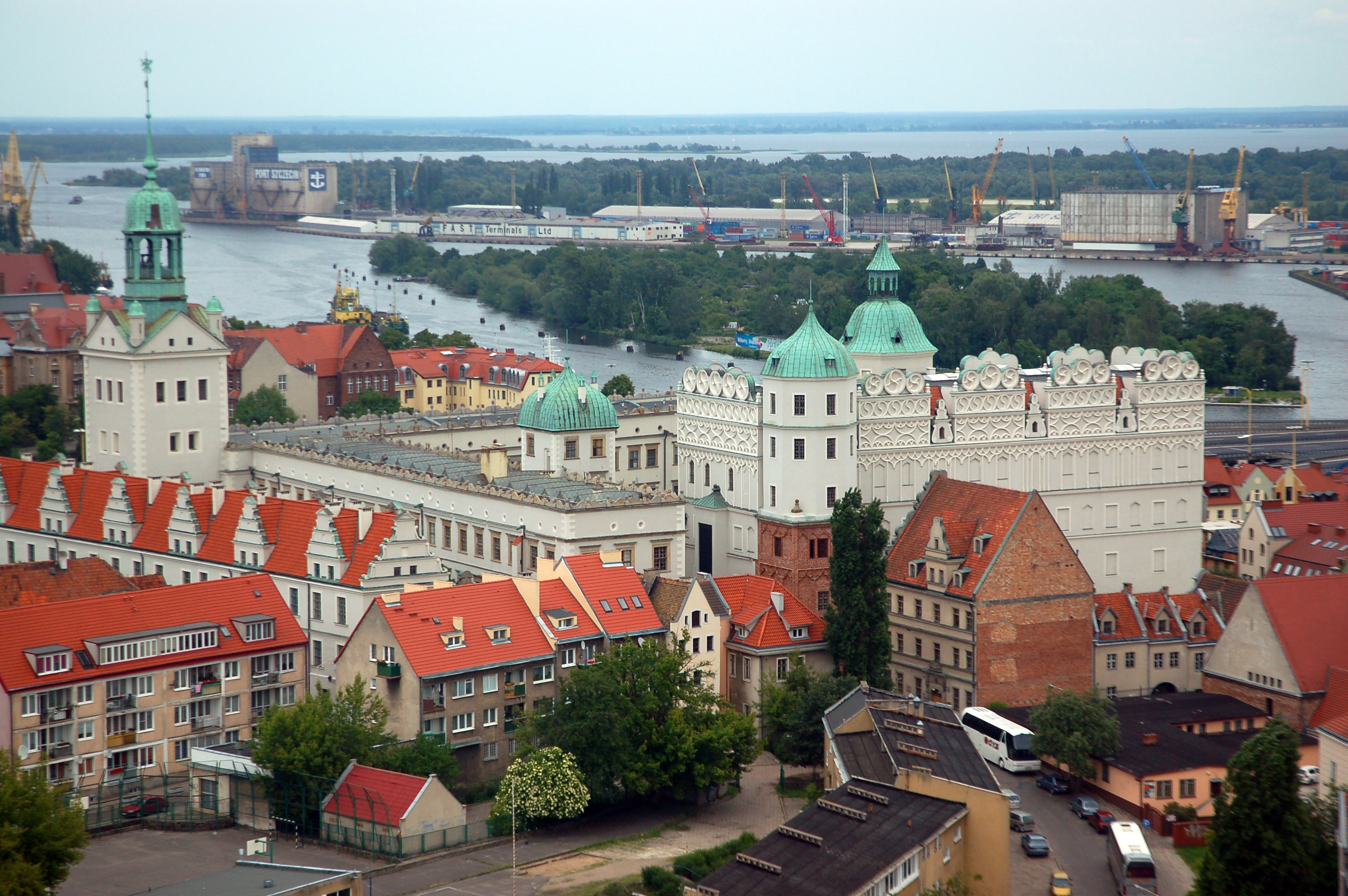
Vue sur le château

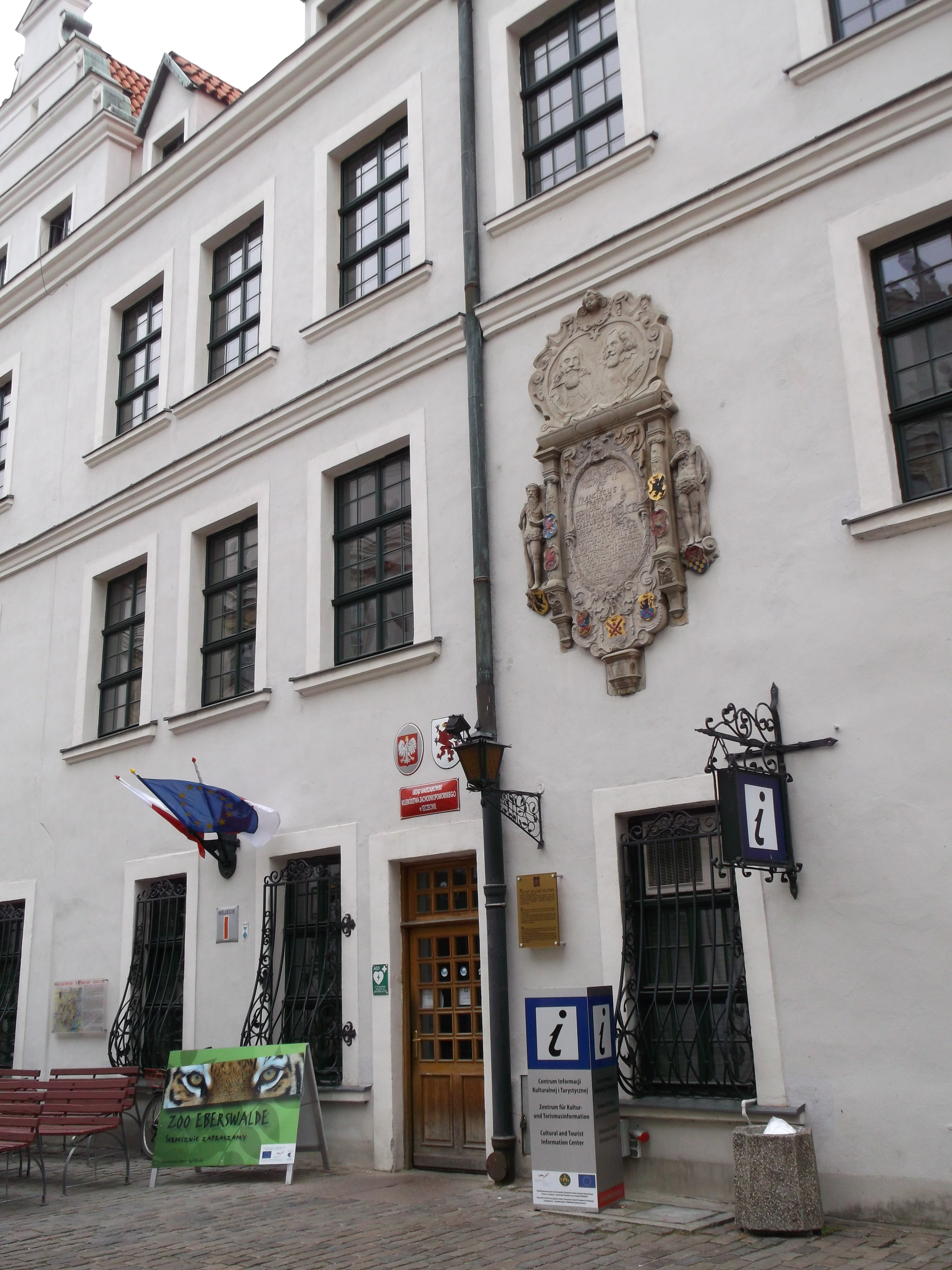
Centre d'information touristique et culturel

Le château ducal de Szczecin (en polonais : Zamek Książąt Pomorskich w Szczecinie, en allemand : Stettiner Schloss) était la résidence officielle de la Maison de Poméranie. Le château est situé dans la vieille ville de Szczecin (Pologne), autrefois Stettin (en allemand). 

## Histoire
Le château a été construit sur le site d'une cour ducale bois au XIIe siècle. Le château a ensuite été possédé par le duc de Warcisław Ier de Poméranie. 
À la mort du duc Barnim II en 1295, ses fils Bogislaw IV et Othon Ier se partagèrent le Duché de Poméranie en Poméranie-Wolgast (qui alla à Bogislaw IV) et Poméranie-Szczecin (pour Othon Ier). Les ducs de Poméranie-Wolgast ont ensuite résidé au Château ducal de Wolgast. La construction de l'actuel Château de Szczecin commence au XIVe siècle, en période du prince Barnim III le Grand. 
Après quelques divisions suivantes, Bogisław X de Poméranie parvint à réunifier sous son sceptre toute la Poméranie en 1478, et c'en fut fini pour deux siècles de la division. 
Au début de la guerre de Trente Ans, en 1630, la Poméranie était alliée de la Suède, mais en 1637, le duc Bogusław XIV, dernier descendant de la dynastie des Griffons, mourut sans héritier. Par le traité de Stettin de 1653, le pays sera finalement partagé, entre la Poméranie orientale, dont la capitale était Szczecin, qui alla à l’Électorat de Brandebourg, et la Poméranie suédoise. À l'issue de la grande guerre du Nord (1700-1721), les territoires de Poméranie-Occidentale situés au sud de la Peene échurent au Royaume de Prusse, qui d'ailleurs obtiendra les territoires maritimes au terme du congrès de Vienne en 1815. Jusqu'en 1945, la Poméranie ne sera plus désormais qu'une province du Brandebourg-Prusse, et le château ducal devint la résidence des gouverneurs. 
Le commandant de Stettin, Christian-Auguste prince d'Anhalt-Zerbst, avait une fille, née dans le château le 21 avril 1729 et y élevée, qui deviendrait plus tard l'impératrice Catherine II de Russie. 
Détruit en 1944, le château a été reconstruit pendant les années 1958−1980. La référence à l'aspect renaissantiste était importante car, à l'époque de la Renaissance, la ville, qui faisait partie du Saint-Empire romain germanique, était gouvernée par la Maison de Griffin, dont l'ascendance slave ou même piast est débattue par les historiens. Le château est donc devenu un lieu de mémoire pour les nouveaux habitants de la ville qui s'y sont installés après l'expulsion de la population autochtone en 1945-46. 
Le château est le siège de l'opéra, du musée et du Centre d'information touristique et culturel. Le musée possède les collections ducales de sarcophages. De nombreux évènements culturels sont organisés dans la cour intérieure.

## Galerie

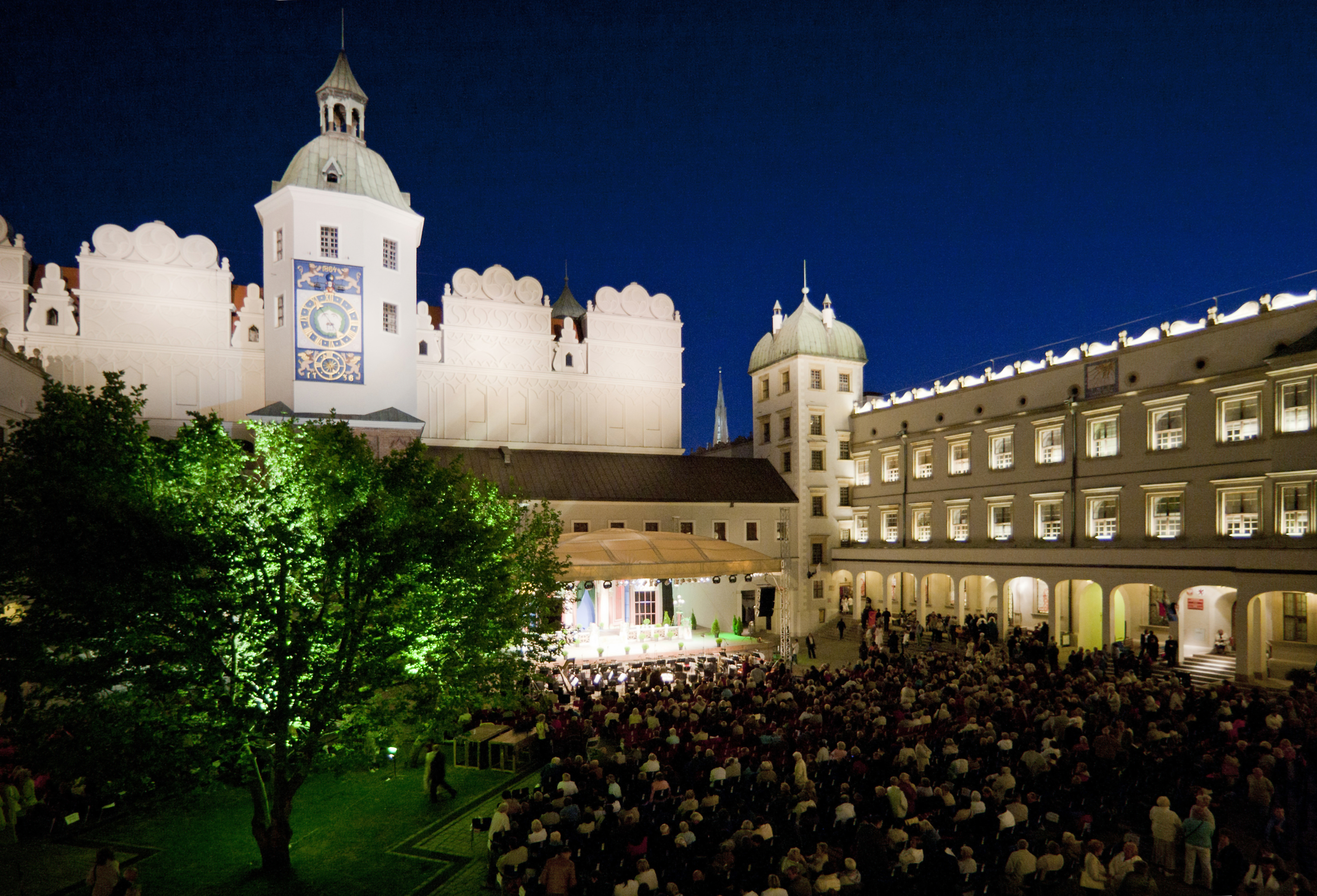
Opéra au Château
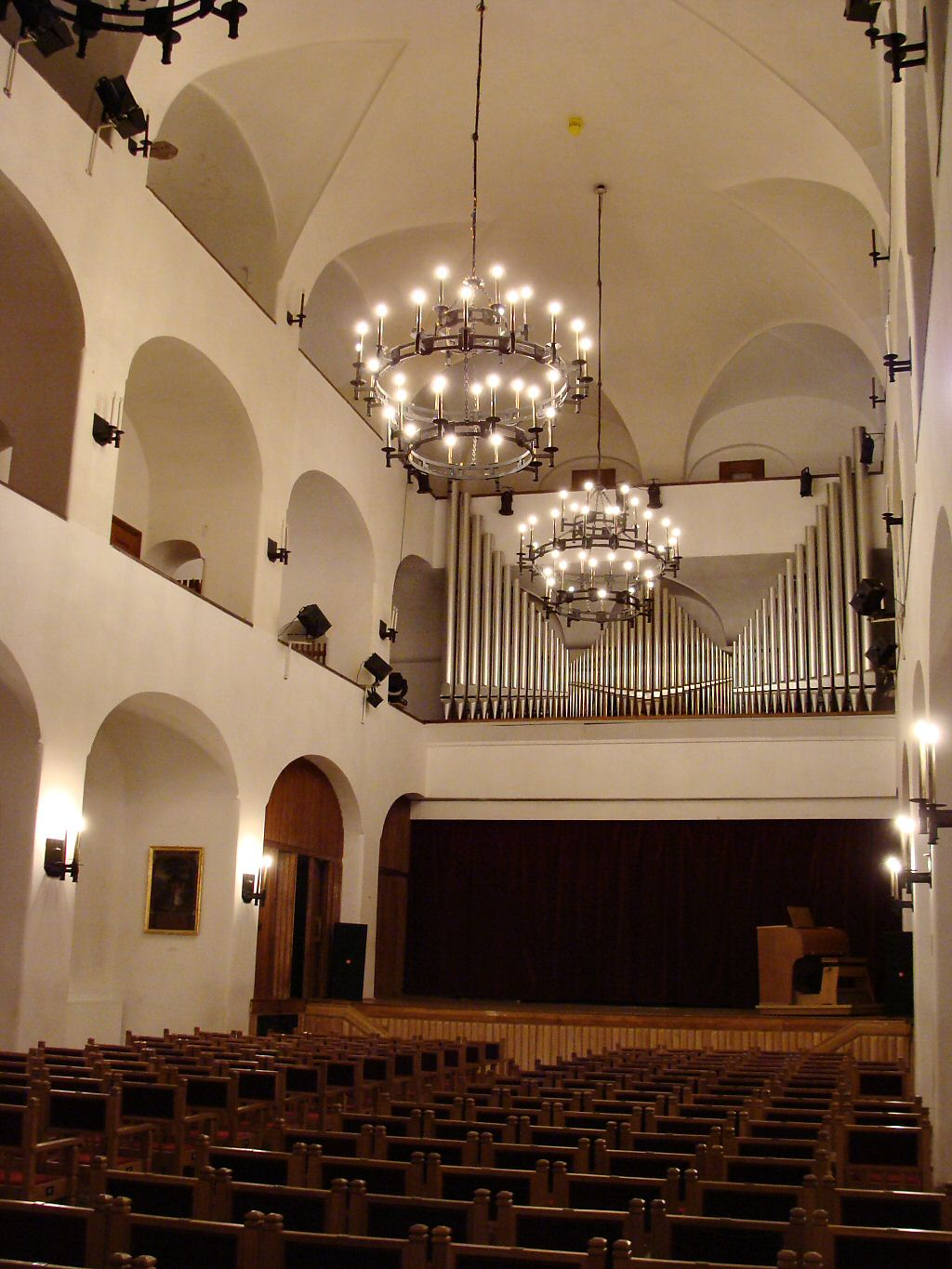
Salle de Bogusław X de Poméranie
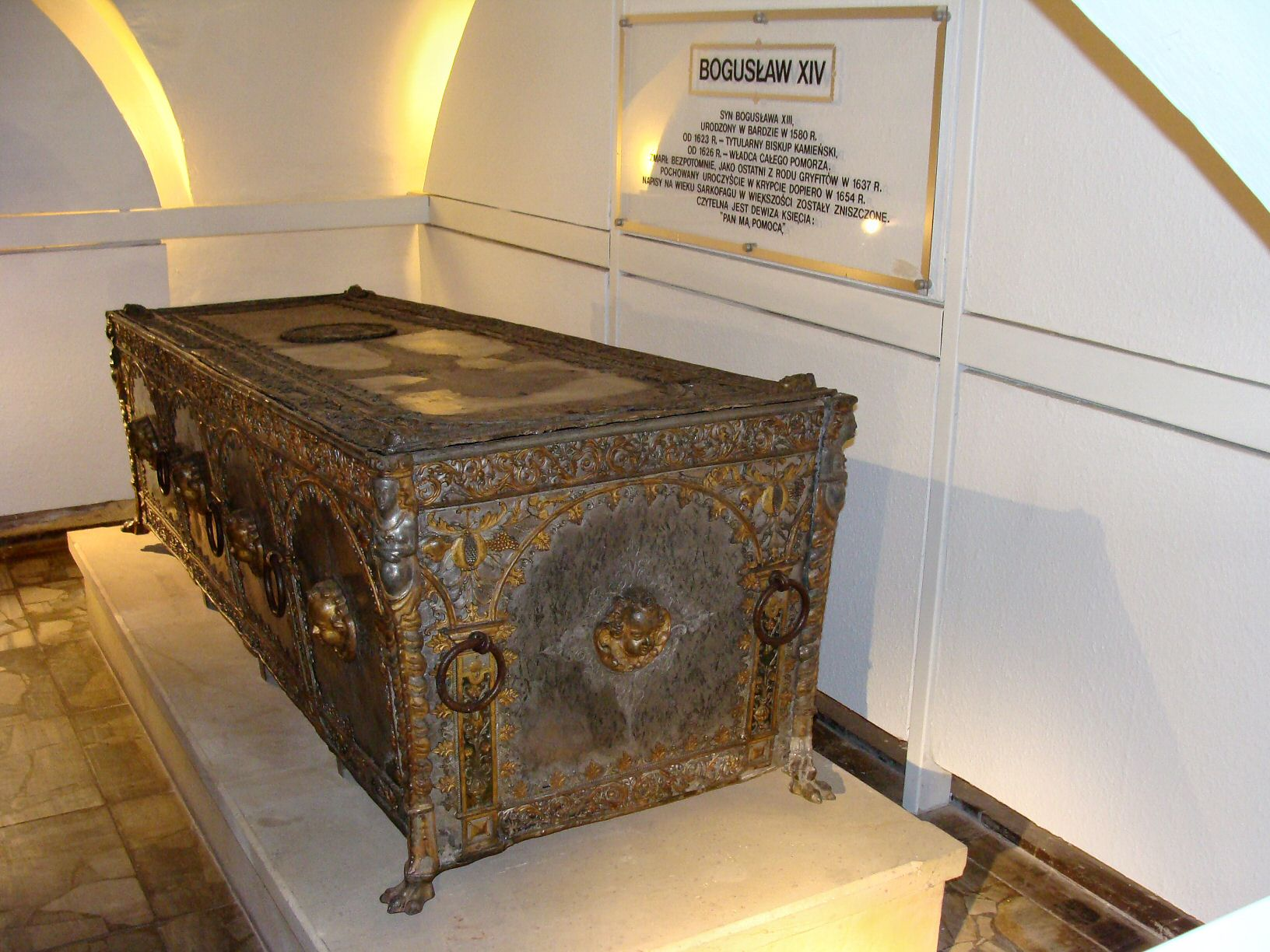
Sarcophage du duc Bogusław XIV de Poméranie
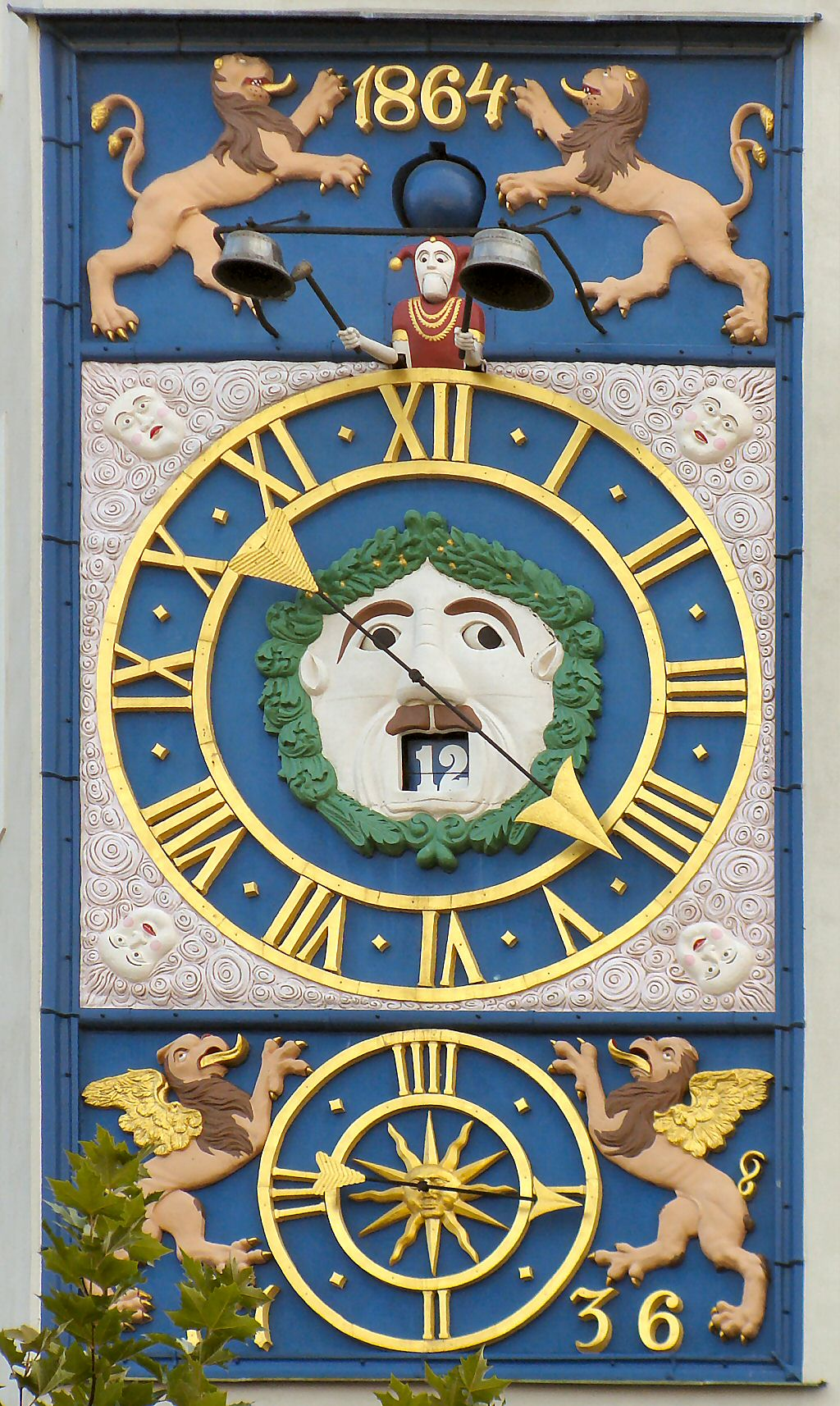
Horloge
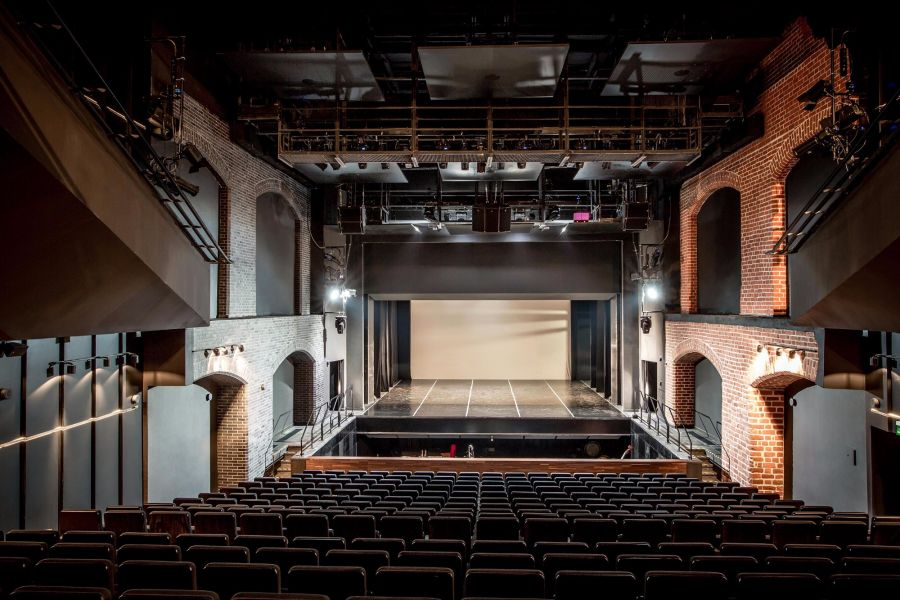
La salle d’opéra